# Stundenbuch Philipps des Kühnen

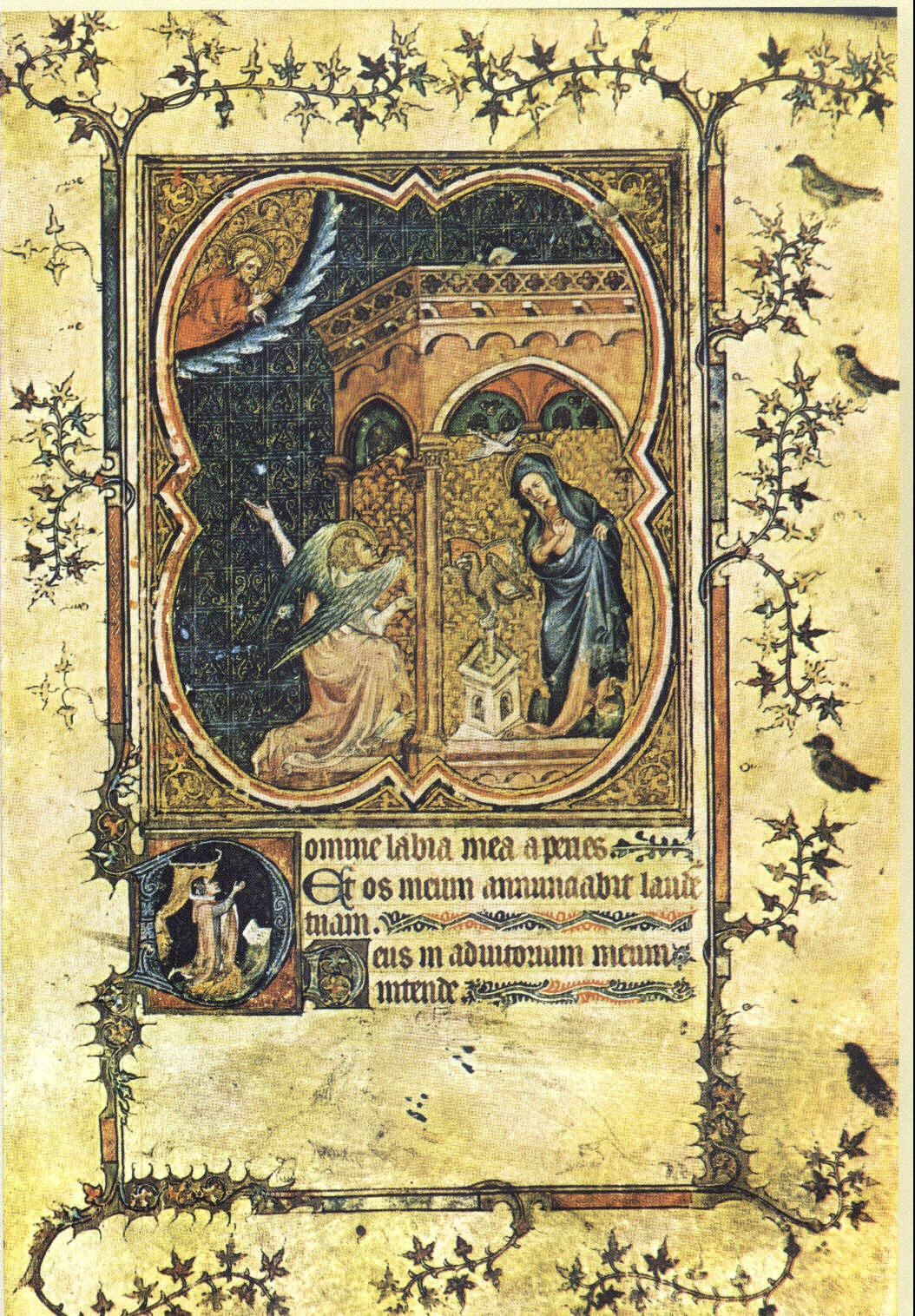
Verkündigung, Philipp blickt auf zu Maria (fol. 13r)

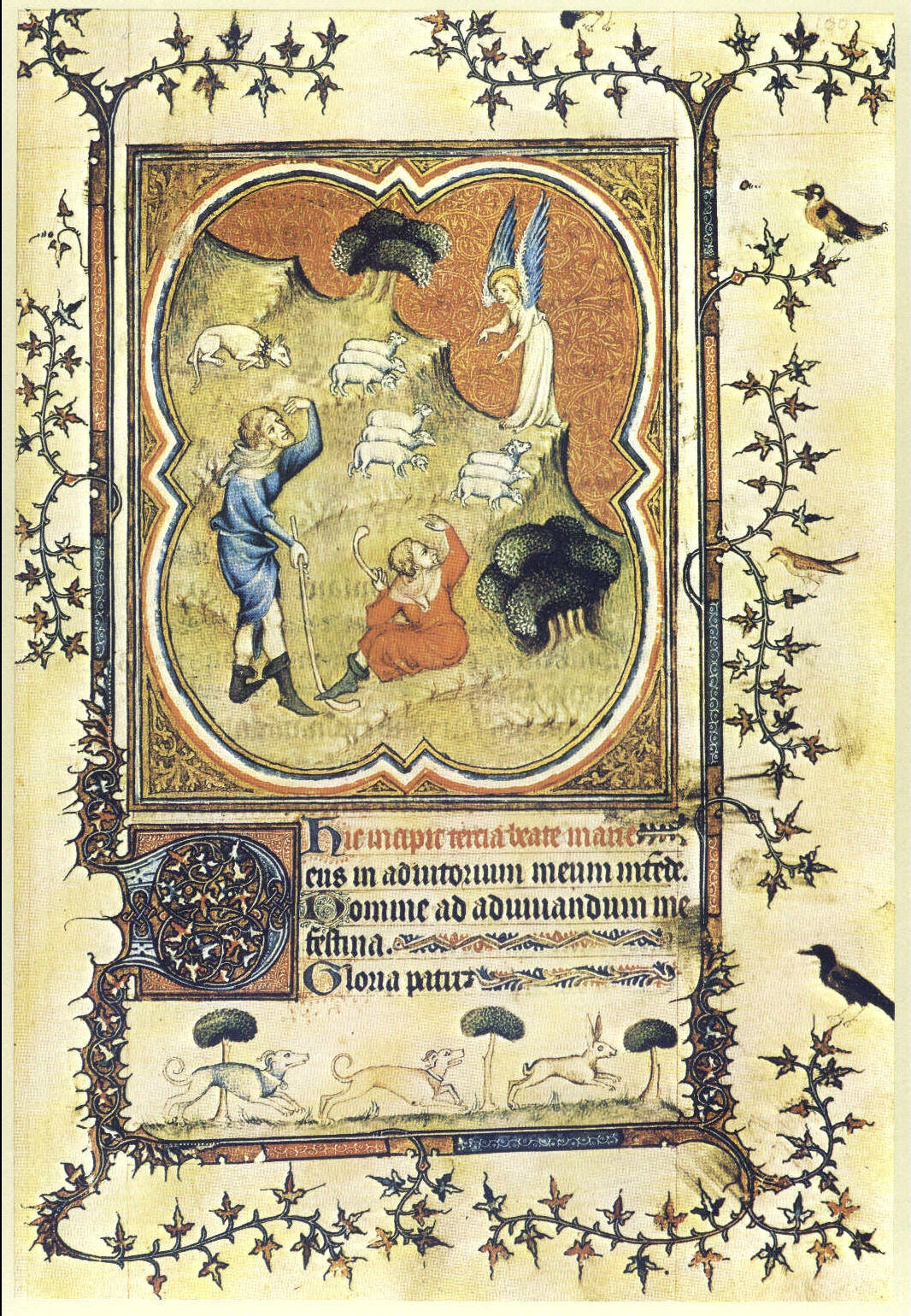
Engel und Hirten (fol. 100r)

Das Stundenbuch Philipps des Kühnen ist ein Horarium (Stundenbuch), das Philipp II., dem Herzog von Burgund gehörte. Dieser Politiker, der darauf erpicht war, die Angelegenheiten der französischen Krone zu seinen Gunsten zu regeln, fand jeden Tag Zeit, die Messe zu hören, und nahm sein Stundenbuch, seinen Rosenkranz und ein tragbares Reliquiar auf allen seinen Reisen mit. Das Marienbildnis, das vom Anfassen und Küssen herrührende Spuren aufweist, wurde von ihm offenbar wie eine Ikone verehrt.

## Beschreibung
Liturgie von Paris. Frankreich, Paris, um 1370. 25,3 × 17,7 cm; 275ff.
Kalendarium-Illustrationen und 11 große Miniaturen mit Efeulaub-Bordüren.
Figürliche Initialen.
Fitzwilliam Museum, Cambridge, MS 3-1954
Das Gebetbuch von Cambridge ist in Stil und äußerem Erscheinungsbild zwei anderen für Philipp den Kühnen geschaffenen Stundenbüchern sehr ähnlich, die sich jetzt in der Bibliothèque Royale in Brüssel befinden. Diese drei Bücher sind fortlaufende Bände mit ergänzenden Texten, denn es gibt keine Wiederholung des Textes der Fitzwilliam-Handschrift.
Anhand von stilistischen Merkmalen kann festgestellt werden, dass sein Stundenbuch um das Jahr 1370 in Paris entstand, einige Jahre, nachdem er Herzog von Burgund geworden war. Als Eigentümer wird er durch heraldische und dokumentarische Beweismittel bestätigt, obwohl auf obigem Bild die Heraldik fast völlig ausgelöscht ist. Es ist gerade noch ein Schild mit Spuren der burgundischen Farben Rot und Blau zu erkennen und die Umrisslinien zweier Löwen als Schildhalter. Die kleine kniende Figur unterhalb eines goldenen Vorhangs vor einem mit Wappenlilien dekorierten Wandteppich in der Initiale D oberhalb „Domine, labia mea aperies“ kann als Philipp selbst identifiziert werden. Er blickt nach oben auf die Jungfrau Maria in der Miniatur, die in typisch gotischer Haltung in einer Säulenhalle vor einem ähnlich gemusterten Vorhang steht. Der wie üblich von links kommende Erzengel Gabriel deutet mit dramatischer Geste nach oben zu Gottvater und den Engeln.

## Ausführende Künstler
Die Miniaturen in Philipps Stundenbuch stammen von zwei Künstlern. Der Erste, der die Szenen des Kalendariums und zehn der elf großen Miniaturen malte, wurde von Eric Millar als Maitre aux Boqueteaux identifiziert. Der zweite Künstler gehört zur gleichen Werkstatt, ist etwas weniger kunstfertig. Der Maitre aux Boqueteaux erhielt seinen Namen nach den sonnenschirmähnlichen Baumgruppen, die ein charakteristisches Merkmal seiner Werke sind. Seine Miniaturen befinden sich meist in vierpassförmigen Rahmen, dazu kommen kleine Szenen am Fuß der Seite. Diese Fußleisten sind auf besonders zarte Manier gemalt und zeigen eine große Liebe zu Tieren.